# Первое фолио

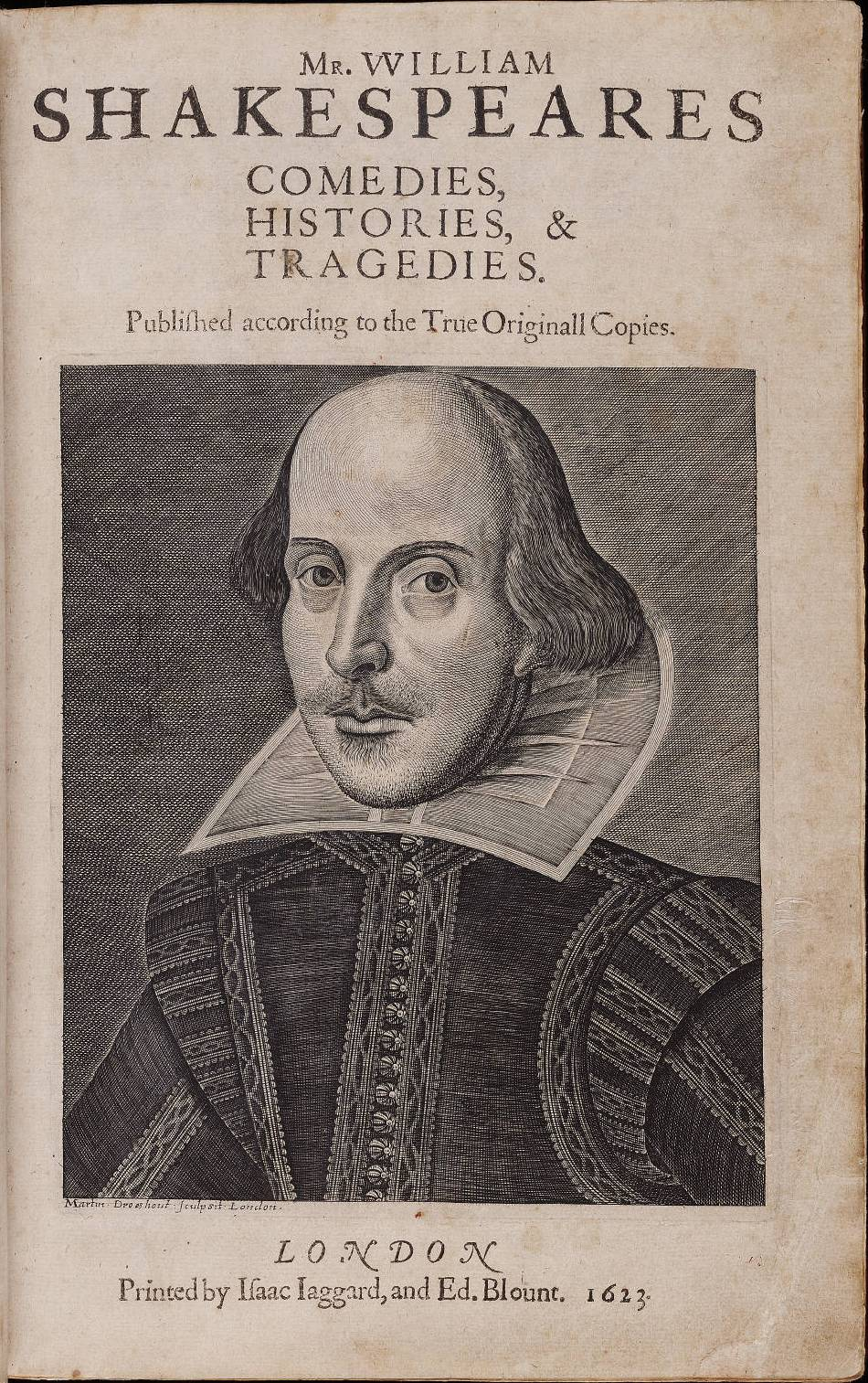
Титульный лист Первого фолио (1623)

Пе́рвое фо́лио — термин, употребляемый для обозначения первого собрания пьес Уильяма Шекспира (1564—1616), изданного Джоном Хемингом и Генри Конделом (работавшими в шекспировской труппе) в 1623 году под заглавием: «Мистера Уильяма Шекспира комедии, хроники и трагедии. Напечатано с точных и подлинных текстов» («Mr. William Shakespeares Comedies, Histories, & Tragedies Published according to the True Originall Copies»). В эту книгу вошли тридцать шесть пьес Шекспира (кроме «Перикла» и «Двух знатных родичей»).

## История

### Томас Пэвиер
В 1616 английский драматург Бен Джонсон издал том своих сочинений «Произведения Бена Джонсона». Книга имела успех.
Заметив это, издатель Томас Пэвиер решил сделать такое же издание работ Шекспира. Задавшись этой целью, он стал выкупать права на издание его пьес. Ещё раньше он напечатал «Генриха V», перекупил права на «Тита Андроника». В 1608 году он издал «Йоркширскую трагедию» как сочинение Шекспира.
Пэвиер подготовил сборник из десяти весьма сомнительных пьес:
- «Генрих VI, часть 2» («пиратский» текст);
- «Генрих VI, часть 3» («пиратский» текст);
- «Перикл»;
- «Йоркширская трагедия» (авторство не установлено);
- «Венецианский купец»;
- «Виндзорские насмешницы»;
- «Король Лир» («пиратский» текст);
- «Генрих V» («пиратский» текст)
- «Сэр Джон Олдкасл» (1-я часть, пьеса М. Дрейтона и других);
- «Сон в летнюю ночь».

Друзья Шекспира по труппе узнали о намерениях Пэвиера и, воспользовавшись своими связями, заставили его отказаться от этой идеи.
Но всё уже было отпечатано. Тогда, чтобы не терять денег, издатель
решился на новое жульничество: напечатал отдельно титульные листы и поставил на
них старые даты выпуска в свет. «Сон в летнюю ночь» вышел с датой 1600 года,
«Король Лир» и «Генрих V» — с датой 1608 года.

### Создание Первого фолио
Соратники Шекспира по труппе решили сами осуществить полное издание его пьес. Этим занялись актёры Джон Хеминг и Генри Кондел, возглавлявшие тогда труппу, при помощи Бена Джонсона. Для напечатания книги был создан своего рода синдикат из четырёх издателей. В него вошли Уильям Джаггард, Эдуард Блаунт, Джон Смитуик, Уильям Аспли.
Для начала надо было выкупить у разных издателей права на пьесы, выпущенные ранее и принадлежавшие теперь по закону им. Это удалось сделать в отношении всех пьес, за исключением одной — «Перикла».
Далее надо было суметь разобраться в текстах и не перепечатывать искажённые «пиратские» издания, появлявшиеся на протяжении всего творческого пути Шекспира. Этим занялись Хеминг и Кондел, которые сами играли в пьесах Шекспира и могли судить о подлинности текстов. Но были ещё восемнадцать пьес, которые вообще не публиковались ранее. О сложности той работы с текстами задачи Хеминг и Кондел писали потом в предисловии к фолио:
«Признаем, было бы желательно, чтобы сам автор дожил до этого времени и мог наблюдать за печатанием своих произведений, но так как суждено было иначе и смерть лишила его этой возможности, то мы просим не завидовать нам, его друзьям, принявшим на себя заботу и труд собирания и напечатания его пьес, в том числе тех, которые ранее были исковерканы в различных краденых и незаконно добытых текстах, искалеченных и обезображенных плутами и ворами, обманно издавшими их; даже эти пьесы теперь представлены вашему вниманию вылеченными, и все их части в полном порядке: вместе с ними здесь даны в полном составе и все его прочие пьесы в том виде, в каком они были созданы их творцом».
Издание готовилось не менее года. В 1623 году оно вышло в свет.

## Содержание
Тридцать шесть пьес, изданных в Первом фолио, были напечатаны в том порядке, в котором даны ниже. Пьесы, опубликованные в этом издании впервые, отмечены звёздочкой (*). Каждая пьеса сопровождается описанием источников текста.

### Комедии
- 1 Буря * — пьеса была отдана в набор с рукописи, подготовленной Ральфом Крейном, профессиональным писцом, нанятым труппой. Крейн добился потрясающих результатов, разделив пьесу на акты и сцены, часто используя скобки и дефисные формы и другие опознаваемые черты.
- 2 Два веронца * — ещё одна рукопись, подготовленная Ральфом Крейном.
- 3 Виндзорские насмешницы — снова работа Крейна.
- 4 Мера за меру * — возможно, опять рукопись Крейна.
- 5 Комедия ошибок * — возможно, набрано с чернового автографа Шекспира, с несколькими добавленными ремарками.
- 6 Много шума из ничего — набрано с копии с кварто, немного подправленной.
- 7 Бесплодные усилия любви — набрано с отредактированной копии Q1.
- 8 Сон в летнюю ночь — набрано с копии Q2, со значительным количеством ремарок, возможно, использовавшейся в качестве суфлёрского экземпляра.
- 9 Венецианский купец — набрано со слегка отредактированной и исправленной копии Q1.
- 10 Как вам это понравится * — набрано с качественной рукописи, с немногими ремарками, добавленными суфлёром.
- 11 Укрощение строптивой * — набрано с черновой рукописи Шекспира с добавлением некоторых ремарок, возможно, в качестве подготовления к использованию текста в качестве суфлёрского.
- 12 Конец — делу венец * — скорее всего, набрано с шекспировских черновиков.
- 13 Двенадцатая ночь *
- 14 Зимняя сказка * — ещё одна рукопись, обработанная Ральфом Крейном.

### Хроники
- 15 Король Иоанн * — неясно: суфлёрский экземпляр или черновой автограф.
- 16 Ричард II — набрано с Q3 и Q5, тексты исправлены по суфлёрскому экземпляру.
- 17 Генрих IV, часть 1 — набрано с отредактированной копии Q5.
- 18 Генрих IV, часть 2 — не совсем ясно: некая комбинация рукописи и текста кварто.
- 19 Генрих V — набрано с черновика Шекспира.
- 20 Генрих VI, часть 1 * — похоже, что это список с авторской рукописи с добавлением ремарок.
- 21 Генрих VI, часть 2 — возможно, рукопись Шекспира, использовавшаяся как суфлёрский экземпляр.
- 22 Генрих VI, часть 3 — как и предыдущий текст, возможно, рукопись Шекспира, использовавшаяся в качестве суфлёрского экземпляра.
- 23 Ричард III — сложный случай: возможно, набрано частично с Q3, а частично — с Q6, скорректированного по рукописи (возможно, черновой).
- 24 Генрих VIII * — набрано с чистовой рукописи Шекспира.

### Трагедии
- 25 Троил и Крессида — возможно, набрано с текста кварто, сверенного с черновыми бумагами Шекспира.
- 26 Кориолан * — набрано с высококачественной авторизованной рукописи.
- 27 Тит Андроник — набрано с копии Q3, которая, возможно, была суфлёрским экземпляром.
- 28 Ромео и Джульетта — в сущности, перепечатка текста Q3.
- 29 Тимон Афинский *
- 30 Юлий Цезарь * — набрано с суфлёрского экземпляра или его копии.
- 31 Макбет * — возможно, набрано с суфлёрского экземпляра.
- 32 Гамлет — одна из наиболее сложных проблем Первого фолио: скорее всего, была набрана комбинация Q2 и рукописных текстов.
- 33 Король Лир — также большая проблема: очевидно, набрано в основном с Q1, но при сверке с Q2 и с исправлениями по суфлёрскому экземпляру.
- 34 Отелло — наверное, набрано с Q1 и сверено с качественной рукописью.
- 35 Антоний и Клеопатра *
- 36 Цимбелин * — возможно, ещё одна работа Ральфа Крейна либо официальный суфлёрский экземпляр.

Трагедия «Троил и Крессида» первоначально должна была следовать за «Ромео и Джульеттой», но печать была прекращена, возможно, из-за конфликта по поводу прав на пьесу. Место «Троила и Крессиды» занял «Тимон Афинский». Позже, когда юридический спор был разрешён, пьеса была напечатана первой в трагедиях.

## Издание в цифрах
- Книга была напечатана размером в полный печатный лист, что типографы обозначали тогда по-латыни «in folio».
- В издание вошли тридцать шесть пьес. Впоследствии в собрания сочинений Шекспира стали включать тридцать седьмую пьесу — «Перикла», а позже и тридцать восьмую — «Два знатных родича».
- Фолио 1623 года содержит 998 страниц большого формата. Текст напечатан в две колонки.
- Тираж, вероятно, составлял около 750 экземпляров. До нашего времени сохранилось около 230 экземпляров, причём 82 из них хранятся в Шекспировской библиотеке Фолджера.